# NGC 5786
NGC 5786 (również PGC 53527) – galaktyka spiralna z poprzeczką (SBbc), znajdująca się w gwiazdozbiorze Centaura. Odkrył ją John Herschel 5 czerwca 1834 roku.